# Amt Kropp-Stapelholm
Het Amt Kropp-Stapelholm is een Amt in de Duitse deelstaat Sleeswijk-Holstein. Het Amt in de Landkreis Schleswig-Flensburg ontstond in 2008 door een samenvoeging van de voormalige Ämter Kropp en Stapelholm.

## Deelnemende gemeenten
| - Alt Bennebek - Bergenhusen - Börm - Dörpstedt - Erfde | - Groß Rheide - Klein Bennebek - Klein Rheide - Kropp - Meggerdorf | - Norderstapel - Süderstapel - Tetenhusen - Tielen - Wohlde |